# Terminalia platyphylla
Terminalia platyphylla är en tvåhjärtbladig växtart som beskrevs av Ferdinand von Mueller. Terminalia platyphylla ingår i släktet Terminalia och familjen Combretaceae. Inga underarter finns listade i Catalogue of Life.